# Болеслав П'ясецький
Боле́слав Бо́ґдан П'ясе́цький (пол. Bolesław Bogdan Piasecki), відомий також як Леон Цалка (пол. Leon Całka) та Саблевський (пол. Sablewski; нар. 18 лютого 1915 в Лодзі, помер 1 січня 1979 у Варшаві) — польський політик і публіцист.
У міжвоєнній Польщі був одним із найбільш визначних націоналістичних політиків, відігравав важливу роль у керівництві Національно-радикального табору (НРТ). 1934 року його було інтерновано до Берези Картузької. Після звільнення він очолив нелегальну праворадикальну фракцію НРТ-Фаланга. Ця організація стояла на ідеї «Католицького тоталітаризму», її часто розглядають як фашистську.
Під час Другої світової війни приєднався до боротьби Польського підпілля, очолюючи групу «Конфедерація Народу» (1943 року вона влилася до Армії Крайової) і бравши участь у битвах навколо Вільнюса. Згодом його заарештував НКВД, після чого він став співпрацювати з комуністичним урядом Польщі.
Після війни в 1945 він став співзасновником і керівником так званого соціально-прогресивного руху мирян-католиків, що гуртувалися навколо тижневика «Dziś i Jutro» («Сьогодні і завтра»). 1947 року він створив товариство PAX і був головою її органу управління (до своєї смерті). Після 1956 року значимість PAX зменшилася (а разом із тим і роль П'ясецького), втім вона залишилася важливою організацією до 1989 року, а її наступники існують досі.
В останні роки П'ясецький був депутатом Польського сейму (з 1965), де він очолював групу депутатів, пов'язаних із PAX. У 1971—1979 роках він був членом Державної ради.